# Skorpios
Skorpios (em grego:  Σκορπιός) é uma ilha privada, localizada no mar Jônico, fora da costa oeste da Grécia e a leste da ilha de Lêucade. Um censo de 2001 registrou que sua população era de 2 habitantes. Administrativamente, é parte do município de Meganisi.

## História
A ilha de Skorpios é conhecida sobretudo por ter sido propriedade privada do magnata grego Aristóteles Onassis que comprou a ilha em 1963, transformando-a numa estância de férias luxuosa. Foi o local da cerimônia de seu segundo casamento, com Jacqueline Kennedy, ex-primeira-dama dos Estados Unidos da América, em 20 de outubro de 1968. 
Após a morte de Aristóteles Onassis, a ilha foi herdada por sua filha Christina Onassis, falecida em 1988, sendo deixada por herança a Athina Roussel. 
Aristóteles e seus filhos Alexander e Christina Onassis estão enterrados na ilha, em um cemitério próximo a uma capela.
Em abril de 2013, foi anunciado na imprensa que Athina Onassis vendeu a ilha a Ekaterina Rybolovlev, de 24 anos, filha do multimilionário russo Dmitry Rybolovlev, por 244,7 milhões de euros. .

## População
| Ano  | População da ilha | Mudança  |
| ---- | ----------------- | -------- |
| 1981 | —                 | —        |
| 1991 | 1                 | —        |
| 2001 | 2                 | +1/+100% |

## Geografia
A ilha é densamente florestada do sul ao norte.